# Patricia Appiagyei
Patricia Appiagyei est une femme politique ghanéenne née le 28 novembre 1956. 

## Carrière politique
Elle a été gouverneure de l'assemblée métropolitaine de Kumasi et est actuellement députée de la circonscription d'Asokwa (en) dans la région Ashanti. Elle est membre du Nouveau Parti patriotique.

### Source
- (en) Cet article est partiellement ou en totalité issu de l’article de Wikipédia en anglais intitulé « Patricia Appiagyei » (voir la liste des auteurs).